# مسيحيو القلعة
مسيحيو القلعة ( بالتركية : Kale Hristiyanları ؛ بالعامية : قلعه مسیحیلری؛ بالرومانية : Qəl'ə Məsihiləri ) كانوا من سكان كركوك الأصليين، وكانوا بشكل تقليدي مسؤولين عن قلعة كركوك وكانوا معروفين بانهم جماعة من الآشوريين العرقيين يتحدثون لهجتهم التركية الخاصة ويتبعون دينياً الكنيسة الكلدانية الكاثوليكية . .

## تاريخ
إنهم آشوريون عرقيون من كركوك كانوا يعيشون في القلعة أو بالقرب منها، حيث تعلموا اللغة التركية من التركمان العراقيين، وخاصة خلال الإمبراطورية العثمانية . لهجتهم مفهومة بشكل متبادل مع اللهجة التركمانية العراقية. كانت جميع مسارات حياتهم باللغة التركية؛ ترانيمهم الرسمية، مدائحهم، وصلواتهم كلها باللغة التركية.  كتابهم المقدس مكتوب باللغة التركية العثمانية التي كتبت في القرن التاسع عشر وكان يتلوها قادة المجتمع.   يختلف مسيحيو القلعة عن مجتمع التركمان العراقيين الذين يتبعون الكنيسة الكاثوليكية الرومانية . كان الكاثوليك التركمان العراقيون من الكاثوليك اللاتينيين وكانوا مجتمعًا أكبر بكثير، بلغ عددهم حوالي ثلاثون ألفاً في عام 2015. عاشوا في جميع مناطق تركمان إيلي ، بما في ذلك كركوك. كان مسيحيو القلعة من الكاثوليك الكلدان ، وعاشوا فقط في كركوك، وكانوا من أصل آشوري بينما كان التركمان العراقيون من أصل تركي .    ومع ذلك، تمتع مسيحيو القلعة بعلاقات جيدة مع التركمان العراقيين، وتعرضوا للاضطهاد من قبل نظام البعث وتنظيم الدولة الإسلامية .
صرح أحد قادة المجتمع بأن "لغتنا منذ أيام أسلافنا هي التركية، والتي نعتبرها لغتنا الأم، وفوق ذلك، لا نعرف شيئًا عن الكلدانية. تقاليدنا في الطبخ والنشاط والثقافة والملابس والحياة المدنية، كلها تركية".  كما رأى مسيحيو القلعة أن زيارة البابا فرانسيس إلى العراق في عام 2021 رمز للأمل في المستقبل. 
وُصف مسيحيو القلعة بأنهم مجتمع من "بضعة آلاف" في عام 2017.  تعرض مسيحيو القلعة، والأقليات في كركوك بشكل عام، لتدمير الكثير من تراثهم الثقافي على يد تنظيم الدولة الإسلامية ، وتعرضت معظم كنائسهم للقصف أو التدمير، وهاجر الكثير منهم.  يُعرف المجتمع بأنه آشوري، على الرغم من أنهم يعتنقون جوانبهم التركية ولا يعتبرون أنفسهم مندمجين.